# 高浜市立吉浜小学校
高浜市立吉浜小学校（たかはましりつ よしはましょうがっこう）は、愛知県高浜市屋敷町にある公立小学校である。

## 地理
吉浜小学校の学区は高浜市の北端にあり、北側は高浜市と刈谷市の境界である。南西には高浜市吉浜幼稚園や吉浜公民館がある。国道419号を挟んで南東にはカーマ高浜店や中部公園がある。

## 歴史

### 年表
- 1873年（明治6年）5月1日 - 創立。[1]
- 1906年（明治39年） - 碧海郡吉浜村赤井戸に移転。
- 1932年（昭和7年） - 吉浜村赤井戸から現在地の吉浜村山田に移転。[1]
- 1941年（昭和16年） -  高浜町立吉浜国民学校に改称。
- 1947年（昭和22年） - 高浜町立吉浜小学校に改称。
- 1970年（昭和45年）4月1日 - 市制施行に伴って高浜市立吉浜小学校に改称。

### 沿革
1873年（明治6年）5月1日に吉浜赤井戸に創立された。当時の学区は純農村地域であり、菊の栽培や菊人形作りが盛んだった。1932年（昭和7年）には現在地に移転したが、この際に建設された木造校舎は当時として最新の設計であり、1945年（昭和20年）1月13日の三河地震や1959年（昭和34年）9月26日の伊勢湾台風にも耐え子の日常。1978年（昭和53年）に鉄筋コンクリート造の校舎が新築された。1996年（平成8年）には新体育館が竣工し、1997年（平成9年）には新プールが竣工した。

### 児童数の変遷
『愛知県小中学校誌』（2018年）によると、児童数の変遷は以下の通りである。
| 1947年（昭和22年） | 660人 |  |
| 1957年（昭和32年） | 650人 |  |
| 1967年（昭和42年） | 662人 |  |
| 1977年（昭和52年） | 856人 |  |
| 1987年（昭和62年） | 837人 |  |
| 1997年（平成9年）  | 879人 |  |
| 2007年（平成19年） | 720人 |  |
| 2017年（平成29年） | 780人 |  |